# پدرو کازابلانک
پدرو کازابلانک (انگلیسی: Pedro Casablanc؛ زادهٔ ۱۷ آوریل ۱۹۶۳) بازیگر اهل اسپانیا است.
از فیلم‌ها یا برنامه‌های تلویزیونی که وی در آن نقش داشته است، می‌توان به برف در بنیدورم، مردان پاکو، مانولت، ایزابل، انگیزه‌های شخصی، ترومن، مرد هزارچهره، ۱۸۹۸، آخرین مردان ما در فیلیپین، چه، نگهبان نامرئی، باروت، درد و شکوه، سوپرلوپز، توی بوی، کشتار توأمان: خاموشی شهر سپید، مأمور مخفی و سبک عجیب زندگی اشاره کرد.